# Pervij TVCH
 (août 2011).
Pervy TVCh est une télécompagnie russe spécialisée en production des chaînes pour une diffusion par satellite et par câble. La compagnie a été fondée en 2007 à Saint-Pétersbourg. Son directeur général est Nikolaï Orlov.
Les chaînes de Pervy TVCh sont regardées par plus de 770 000 abonnés à Moscou et dans l’oblast, plus de 210 000 à Saint-Pétersbourg et dans l’oblast et plus de 6 200 000 dans toute la Russie.

## Histoire
Le 27 avril 2007 commence la diffusion des premières chaînes de télévision « Télévoyages », « Veseloe TV » et « Raketa TV ». À l'automne 2007 sont lancées des nouvelles chaînes : « Club de nuit » (érotisme), « Zoo TV » et « Kinopokaz » et, en août 2008 la chaîne de télévision « Kinopokaz HD » au son dolby digital.
En septembre 2008 la chaîne pour les enfants « Raketa TV », résulte d’une diffusion de la chaîne « Teen T V», la première chaîne pour les adolescents. L' élargissement de la famille des chaînes HD : « Kinopokaz HD-1 », « Kinopokaz HD-2 », « Télévoyages HD », « High Life HD ». a lieu à l'été 2009 et à l'automne, la compagnie a signe un accord avec BBC, The Walt Disney Company, 20th Century Fox et Metro-Goldwyn-Mayer (MGM), qui permet de diversifier les émissions de la chaîne « Télévoyages HD » et les programmes des canaux de cinéma.
Le 1er décembre 2009 est lancée la chaîne de télévision « Chasseur et pêcheur » en mode de test et en février 2010, la chaîne « Télévoyages HD » est devenue lauréat de Grand digit (Première nomination nationale dans le domaine de la télévision digitale multichaîne), en gagnant dans la catégorie « Nouvelle télévision russe », nomination « Meilleure chaîne HD ».
Au printemps 2010, des contrats de projection des films avec Home Box Office (HBO), NBC Universal (NBCU) et Paramount Pictures Corporation sont signés et en juin sont lancées les chaînes de télévision « Zagorodny » et « Diskoteka TV » en mode de test. En février 2011 commence la diffusion par l’opérateur mobile MTS de la chaîne « Look TV » en mode de test.

## Activité
La télécompagnie produit le contenu pour les chaînes suivantes :
2007
- Télévoyages
- Teen TV
- Club de nuit
- Zoo TV
- Kinopokaz

2008
- Tonus TV

2009
- Kinopokaz Sibérie
- Teen TV Sibérie
- Club de nuit Sibérie
- Kinopokaz HD-1
- Kinopokaz HD-2
- Télévoyages HD
- High Life HD
- Monde de femmes HD
- Chasseur et pêcheur

2010
- Zagorodny
- Diskoteka TV
- High Life SD
- Monde de femmes SD
- Télévoyages HD Sibérie

2011
- Look TV

## Diffusion
La diffusion SD est effectuée par le projet « Tricolor TV». Satellite : Eutelsat W4 (36º est), « Bonum-1 » (56º est) 
La diffusion des chaînes HD est effectuée par l’opérateur « Platforma HD » à l’aide du satellite ; des réseaux de câble des opérateurs de diffusion payante ; des réseaux IP. Satellite: Eurobird 9A (9º est).

## Chaînes personnelles
Une des activités de la compagnie de télévision est de produire ses propres chaînes :
- Séance de cinéma
- Kinopokaz présente
- J’y étais !
- Vacances sans problèmes
- Voyageons ensemble
- Enfants contre adultes [8]
- Regarde-moi !
- Encyclopédie de professions
- Teen-Bowl
- Street-time
- Teen club
- Zooacadémie
- ABC de chats
- Affaire de chiens
- Nous soignons
- Web-zoo
- Au courant